# 斉藤絹子
斉藤 絹子（さいとう きぬこ、1967年2月4日 - ）は、日本のフリーアナウンサー。福岡県福岡市出身。

## 略歴
福岡県立修猷館高等学校、津田塾大学国際関係学科卒業。高校時代は弓道部に所属。その腕前を『おはようクジラ』で披露したこともある。高校の同級生には元フジテレビアナウンサーの大坪千夏がいる。
1990年、RKB毎日放送に入社する。同期入社には現テレビ東京アナウンサーの植草朋樹がいる。
ママさんアナウンサーとして活躍したが、家庭の事情により2006年4月末をもって退社し、長崎に転居する。かつて番組で共演した人達との交友関係は続いている。現在はフリーランスとして活動。
2014年4月から、NBCラジオ『モーニング・サプリ』を担当。長崎では初めての放送メディア出演となる。2019年からは同局の夕方の情報ワイド番組『ザ・チャージ!』でNBCラジオ佐賀のスタジオから出演している。

## 出演

### テレビ
- RKBワイド5（RKB）
- おはようクジラ（TBS） - 福岡エリア担当キャスター

### ラジオ
- 早起きバンザイ!（RKBラジオ）
- 坂口卓司はだか一貫!二十貫（RKBラジオ）
- モーニング・サプリ（NBCラジオ）
- こっとん（NBCラジオ）
- NBCラジオ ザ・チャージ!（NBCラジオ）